# Uskršnja hronika
Uskršnja hronika (Chronicon Paschale), takođe poznata i kao Aleksandrijska hronika (Chronicum Alexandrinum) ili Carigradska hronika (Chronicum Constantinopolitanum), jeste konvencionalno ime za vizantijsku svetsku hroniku iz 7. veka. Njeno ime potiče iz sistema hrišćanske hronologije zasnovanoga na uskršnjem ciklusu. Napisana je na grčkom jeziku, a njen autor ju je naslovio: "Pregled događaja (ἐπιτομή) od prvoga čoveka Adama do 20. godine vladavine presvetoga Iraklija".
Ovo monumentalno hronografsko delo, koje je dakle obrađivalo vreme od Adama do 629, sastvljeno je između 630. i 640. godine. Tih godina vodila se živa polemika oko crkvenog kalendara, što se dešavalo i ranije, naročito u 4. veku. Jedno od glavnih pitanja bilo je izučavanje tačnog datuma uskrsa. Izraz tih polemika jeste i ova hronika. Ona se, međutim, od sličnih spisa odvaja po tome što su u njoj spojene kalendarske rasprave sa hroničarskim zabeleškama. Sastavljač, čije ime nije poznato, pripadao je crkvenom kleru. Njegovo delo je kompilacija, koja prepisuje, mada sa manje zbrke nego Jovan Malala, razne izvore: za najstarije vreme Bibliju i Julija Afrikanca, a za vreme Rimske republike Evsevijeve Kanone, Fasti consulares, Acta martyrum, aleksandrijske i antiohijske Tabulae paschales itd. 
U sadržaj ove hronike ulaze, pre svega, suva nabrajanja biblijskih otaca, proroka, sveštenika i kraljeva, asirskih i vavilonskih, persijskih, aleksandrijskih, rimskih i vizantijskih vladara, rimskih konzula, svih poznatih naroda kao Nojevih potomaka, velikih reka, planina, gradova itd. Osim toga, iako manje nego kod Malale, beleže se zemljotresi, pomračenja Sunca, poplave, epidemije kuge, glad, požari. Zatim, dvorske spletke i ubistva, ženidbe, darovi narodu od raznih careva, progoni hrišćana, podvizi i čuda mučenika, borbe sa jereticima, pobune gradskih dema, javne proslave, zasedanja sinoda, carske izgradnje crkava, javnih kupatila itd. I najzad, relativno mali broj mirakula i naivnih etimologija. Stil hronike je dosta primitivan i neizgrađen. Primenjen je vizantijski način računanja vremena, iako sa neznatnom razlikom od prave vizantijske ere. 
Uskršnja hronika, kao i Malalina, bila je mnogo čitana u vizantijskom svetu. Bila je korišćena i kod južnih Slovena. Međutim, kao izvor za vizantijsku istoriju ovo delo nema veliku vrednost. 

## Literatura
- Баришић, Фрањо (1955). „Ускршња хроника”. Византиски извори за историју народа Југославије. 1. Београд: Византолошки институт. стр. 143—149.

## Spoljašnje veze
- Chronicon Paschale (Catholic Encyclopedia)
- Paschal Chronicle (1911 Encyclopedia Britannica)